# Pitahayasläktet
Pitahayasläktet eller skogskaktusar (Hylocereus) är ett suckulent växtsläkte inom familjen kaktusar med 10–15 arter. De skiljs från de närstående arterna i nattkaktussläktet (Selenicereus) genom att blompipen har stora fjäll och saknar hår. Nattkaktussläktets arter har små fjäll och är vanligen håriga på blompipen.

## Beskrivning
Pitahayasläktet är äkta klättrande kaktusar med trekantiga stammar och luftrötter. Med få undantag är pitahayor mycket kraftigväxande och bildar enorma plantor. 
Kanterna på stammen är vågiga eller tandade och areolerna är placerade på högsta eller lägsta punkten beroende på art. Hos vissa arter är kanterna bruna och förhårdnade. Taggar är vanligen få eller saknas helt, de är ofta korta, men några arter har upp till centimeterlånga taggar. Blommorna är oftast vita eller gräddvita. Det finns dock arter med rosa eller röda blommor. De varierar i storlek från 5 cm upp till enorma blommor på över 30 cm långa. De slår vanligen ut på natten och pollineras i huvudsak av fladdermöss. Alla arter doftar, en del uppfattar vi som väldoftande, andra har en mer underlig kemisk doft. Frukterna är röda eller gula och hos röd pitahaya (H. undatus) kan de bli 12,5 centimeter i diameter.

## Användning
Endast de mindre arterna är lämpade som krukväxter. De flesta arter blir alldeles för stora för både fönsterkarmen och växthuset. De mindre arterna kan dock bli fina rumsväxter eller blommor även inomhus. 
Flera arter odlas kommersiellt för frukterna, som säljs under namn som pitaya, pitahaya eller drakfrukt. 
Röd pitahaya används också som ympunderlag till klorofyll-lösa kaktusar som de sk. jordgubbs- och banankaktusarna.

## Förekomst
Pitahayasläktet hör hemma i skogs- och stäppområden i Västindien, Mexiko, Centralamerika och norra Sydamerika. En art förekommer så långt söderut som Bolivia. Flera arter lever som epifyter, men de flesta arter är anpassningsbara och lever också som markbundna. De klättrar med hjälp av sina taggar och luftrötter.

## Systematik
Släktet är problematiskt och svårstuderat. Det stora utbredningsområdet ihop med stor variation har gjort det svårt att definiera arter. Troligen är art-antalet långt lägre än vad som vanligen presenteras.

## Odling
De flesta arterna är mycket lättodlade. Till undantagen hör de rent tropiska arterna som behöver mycket värme för att utvecklas väl. Jorden bör innehålla mycket humus och vara väldränerad. De vill ha god tillgång till vatten från vår till höst. Arter med blådaggiga stammar tål full sol, de rent gröna mår bättre i silat solljus. De är absolut inga skuggväxter och behöver mycket ljus för att blomma.
Pitahayor kräver vanligen en minimitemperatur på 10°C eller något högre, annars kan de angripas av en orange röta som snabbt kan förstöra en fin planta. Några arter klarar en temperatur på 8°C och till och med lägre, under förutsättning att de hålls helt torra. Under lämpliga förhållanden med värme och fuktighet kan de blomma vid vilken tid på året som helst, men vanligen framträder blommorna under den ljusa årstiden. Liten pitahaya (H. minutiflorus) och mexikansk pitahaya (H. ocamponis) är de arter som kan förväntas blomma tidigast. Andra arter måste vara äldre och kräver stora utrymmen för att nå blombar storlek.

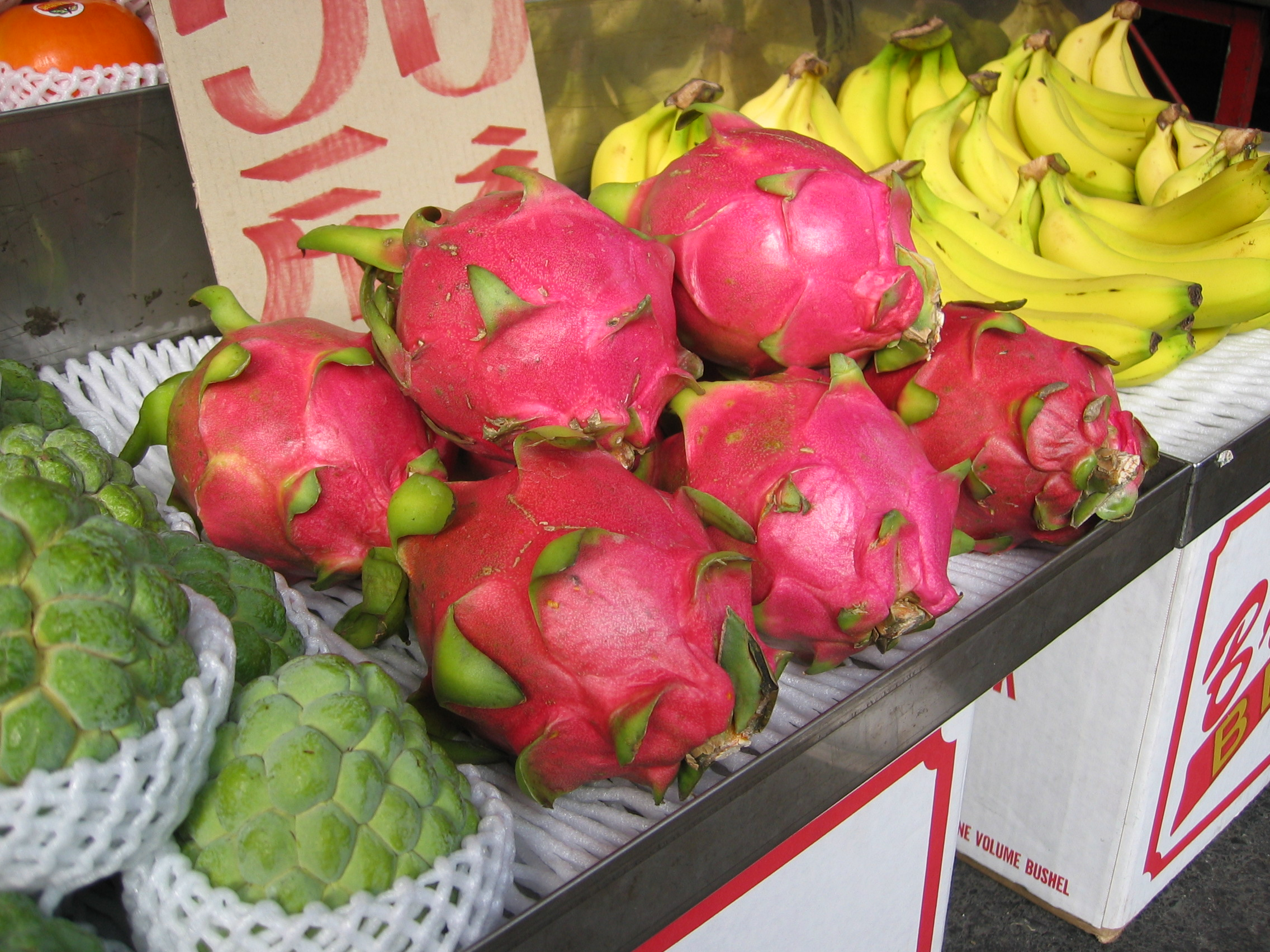
I mitten frukt från röd pitahaya (H. undatus)

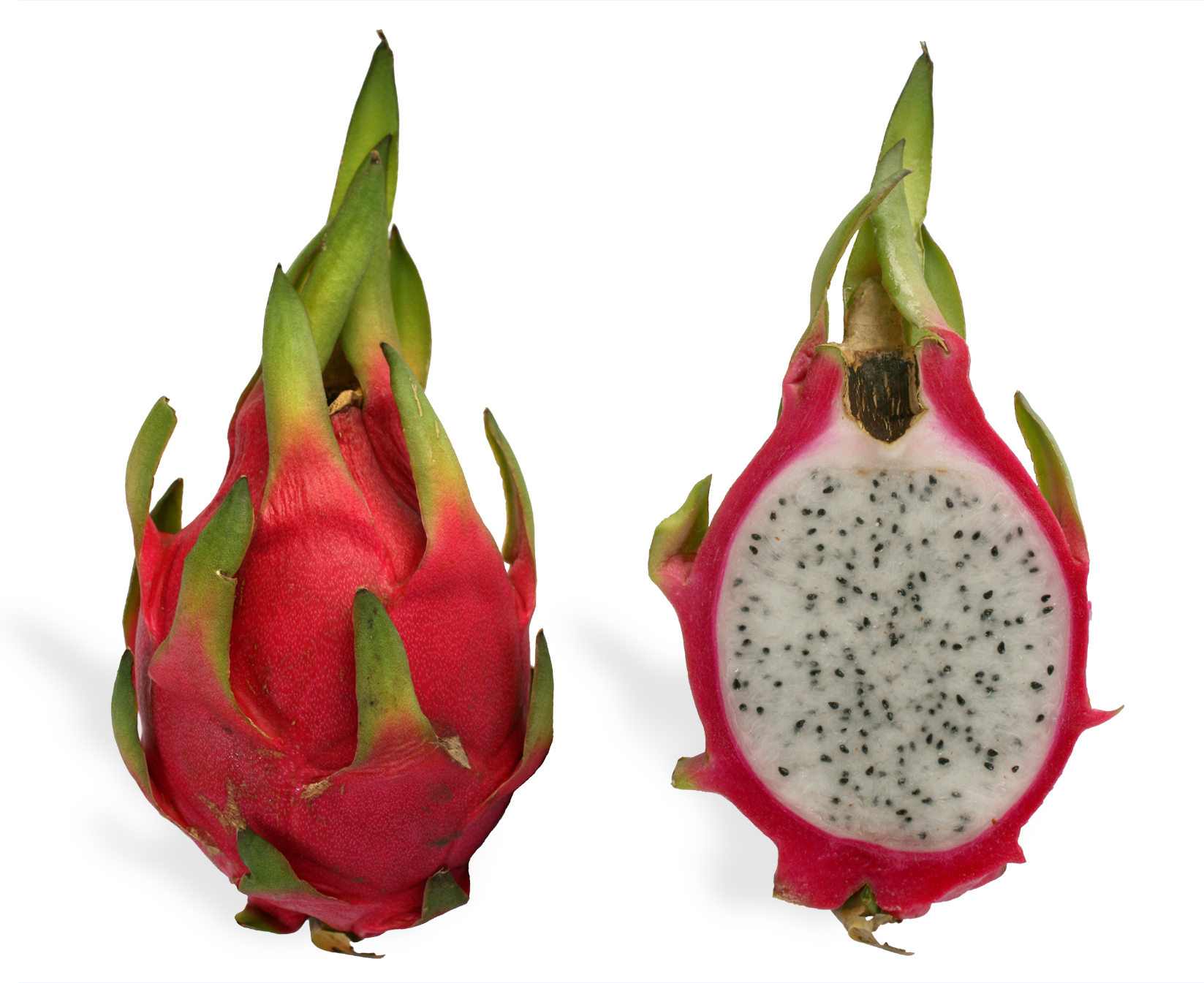
Röd pitahaya kallas även för röd drakfrukt. Här i genomskärning.

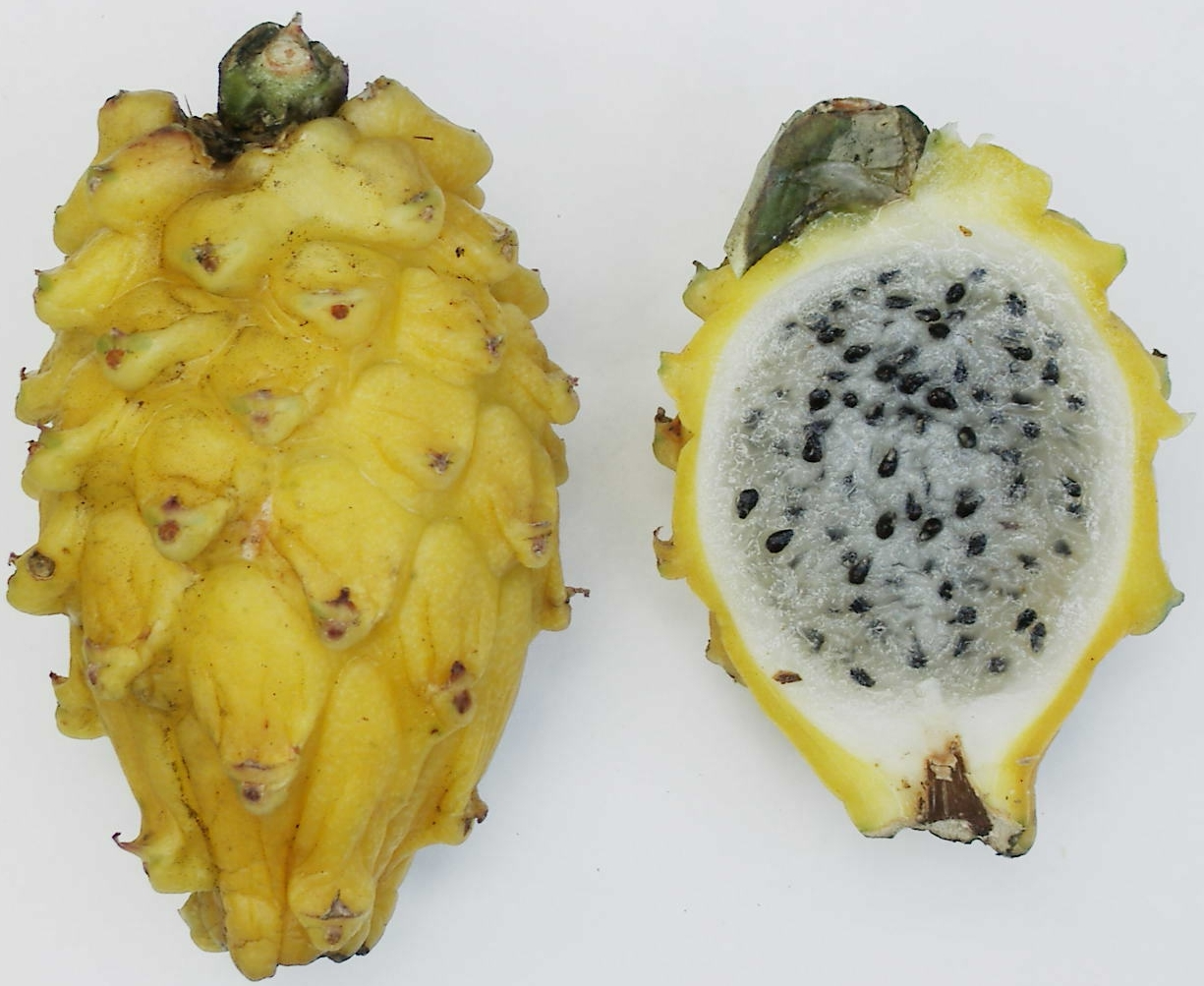
Gul pitahaya kallas även för gul drakfrukt. Här i genomskärning.